# بيلين مايا
بيلين مايا (بالإنجليزية: Belén Maya)‏ هي مصممة رقص أمريكية، ولدت في 1966 في نيويورك في الولايات المتحدة.